# کیورابازلی
کیورابازلی (به زبان لاتین: Kyurabazly) یک منطقه مسکونی در جمهوری آذربایجان است که در شهرستان ایمیشلی واقع شده است.